# Осипенко Роман Сергійович
Роман Сергійович Осипенко — старший матрос Збройних сил України, учасник російсько-української війни, що загинув у ході російського вторгнення в Україну 17 березня 2022 року.

## Військова служба
Роман Осипенко ніс військову службу на посаді старшого стрільця відділення морської піхоти взводу морської піхоти роти морської піхоти батальйону морської піхоти миколаївської 36-ї бригади морської піхоти.

## Нагороди
- орден «За мужність» III ступеня (2022, посмертно) — за особисту мужність і самовіддані дії, виявлені у захисті державного суверенітету та територіальної цілісності України, вірність військовій присязі.